# Uncieburia nigricans
Uncieburia nigricans là một loài bọ cánh cứng trong họ Cerambycidae.